# Ayeyawady United Football Club
O Ayeyawady United Football Club (birmanês:  ဧရာဝတီယူနိုက်တက် ဘောလုံးအသင်း) é um clube de futebol com sede em Pathein, Myanmar. A equipe compete no Campeonato Birmanês de Futebol.

## História
O clube foi fundado em 2009.